# Jamaicai pufókgerle
A jamaicai pufókgerle (Leptotila jamaicensis) a madarak osztályának galambalakúak (Columbiformes) rendjéhez és a galambfélék (Columbidae) családjához tartozó faj.

## Rendszerezése
A fajt Carl von Linné svéd természettudós írta le 1766-ban, a Columba nembe Columba jamaicensis néven.

## Alfajai
- Leptotila jamaicensis collaris - a Kajmán-szigetek
- Leptotila jamaicensis gaumeri - Mexikóban Yucatán állam északi része, valamint a Mujeres, Holbox és Cozumel szigetek és Honduras
- Leptotila jamaicensis jamaicensis - Jamaica
- Leptotila jamaicensis neoxena - a San Andrés sziget (Kolumbiához tartozik, de Nicaragua keleti partvidéke mentén található)

## Előfordulása
Mexikó, a Kajmán-szigetek, Jamaica, Belize, Honduras és Kolumbia területén honos. Betelepítették a Bahama-szigetekhez tartozó New Providence szigetére is. 		
Természetes élőhelyei a trópusi vagy szubtrópusi síkvidéki esőerdő, száraz erdők és cserjések, valamint másodlagos erdők. Állandó, nem vonuló faj.

## Megjelenése
Testhossza 33 centiméter, testtömege 117-190 gramm.

## Természetvédelmi helyzete
Az elterjedési területe nagyon nagy, egyedszáma még nagy, de csökken. A Természetvédelmi Világszövetség Vörös listáján nem fenyegetett fajként szerepel.